# ميلان ميلوتينوفيتش
ميلان ميلوتينوفيتش (بالصربية: Милан Милутиновић)، ولد في 19 ديسمبر 1942 في بلغراد، هو سياسي يوغوسلافي ثُمَّ صربي. شغل منصب مدير المكتبة الوطنية في صربيا (1983-1988)، والسفير في وزارة الخارجية الاتحادية ليوغوسلافيا واليونان، والوزير الاتحادي للشؤون الخارجية (1995-1998)، كما تولى رئاسة جمهورية صربيا في الفترة من عام 1998 حتى عام 2002.
بعد انتهاء ولايته الرئاسية في كانون الأول (ديسمبر) 2002، استسلم للمحكمة الجنائية الدولية ليوغوسلافيا السابقة حيث كان يحاكم بتهمة ارتكاب جرائم حرب. بُرِّيء من جميع التهم الموجهة إليه في 26 شباط(فبراير) 2009.

## ميلان كوزير
كان ميلان أحد أبرز المفاوضين خلال مفاوضات السلام في دايتون بأوهايو، وأحد واضعي نص ما أصبح فيما بعد اتفاقية دايتون للسلام، والتي هدفت إلى وقفٍ دائم للأعمال العدائية في البوسنة والهرسك. خلال فترة ولايته وزيرا للخارجية، وقَّع عدة اتفاقات بين يوغوسلافيا وجارتها وعدوّها السابق كرواتياهدفت إلى تطبيع العلاقات بين البلدين.

## روابط خارجية
- ميلان ميلوتينوفيتش على موقع مونزينجر (الألمانية)